# 遣耽羅使
遣耽羅使，是日本（倭國）派遣至耽羅（濟州島）的使節。

## 概要
耽羅之見於史籍記載，始自《三國志》魏志東夷傳、《後漢書》東夷傳的州胡。《高麗史》卷57地理志耽羅縣條引耽羅古記之說：「大初無人物，三神人自地聳出……（中略）……一日見紫泥封藏木函，浮至於東海濱，就而開之，函內又有石函。有一紅帶紫衣使者，隨來開石函，出現青衣處女三及諸駒犢、五穀種。乃曰：『我是日本國使也，吾王生此三女，聞西海中嶽降神子三人，將欲開國而無配匹，於是命臣侍三女以來爾，宜作配以成大業。』使者忽乘雲而去，三人以年次分娶之。」可據以推察上古日本與耽羅交流的傳承。其後5、6世紀間，耽羅臣屬百濟，見於《隋書》東夷傳、《三國史記》百濟本紀。
顯慶5年（660年）唐滅百濟後，耽羅展開獨自的外交。龍朔元年（661年）遣使入貢於唐；文武王2年（662年），服屬新羅。同時，齊明天皇7年（661年）因第4回遣唐使歸途漂流至耽羅，遣王子阿波伎等附載入貢日本，此後至天武天皇7年（678年）間，耽羅派往日本的使節於史可考者共9次。龍朔3年（663年）白江口之戰後，劉仁軌俘虜的百濟、日本殘軍中有耽羅國使，可見當時耽羅也與日本參加救援百濟的軍事行動。
而日本於天武天皇8年（679年）與天武天皇13年（684年），曾兩度派使者前往耽羅。第一次的使者無考，第二次以縣犬養手纏為大使、川原家尼為小使，二次的使者都是伴隨遣新羅使、遣高麗使同時派遣。
此後，持統天皇2年（688年）與持統天皇7年（693年）耽羅二次遣使至日本，但是使者只停留於太宰府，而未進京入朝。

## 關連項目
- 遣唐使
- 遣渤海使
- 渤海遣日使
- 遣新羅使
- 新羅遣日使

## 腳注
1. ↑  《隋書》卷81東夷傳百濟條末：「南海行三月，有牟羅國，南北千餘里，東西數百里，土多麞鹿，附庸於百濟。」
2. ↑  《三國史記》卷26 百濟本紀四：「文周王2年（476年）4月，耽羅國獻方物。王喜，拜使者爲恩率。」
3. ↑  《唐會要》卷100耽羅國目：「龍朔元年八月，朝貢使至。」
4. ↑   《三國史記》卷6 新羅本紀六：「文武王二年二月，耽羅國主佐平徒冬音律【一作津】來降。耽羅自武德以來臣屬百濟，故以佐平爲官號，至是降爲屬國。」
5. ↑  《日本書紀》卷26：「齊明天皇七年五月丁巳，耽羅始遣王子阿波伎等貢献。」子注引《伊吉連博得書》云：「（前略）……以（四月）八日雞鳴之時，順西南風，放船大海。海中迷途，漂蕩辛苦，九日八夜，僅到耽羅之島。便即招慰島人，王子阿波伎等九人，同載客船，擬獻帝朝，五月二十三日，奉進朝倉之朝，耽羅入朝始於此時。」
6. ↑  《舊唐書》卷84 劉仁軌傳：「仁軌遇倭兵於白江之口，四戰捷，焚其舟四百艘……（中略）……偽王子扶餘宗勝、忠志率士女及倭眾並耽羅國使，一時並降。」
7. ↑  森公章《古代日本の対外認識と通交》 252~253頁
8. ↑  《日本書紀》卷29：「天武天皇八年九月庚子，遣高麗使人、遣耽羅使人等返之，共拜朝廷。」（但未載何時遣使至耽羅）
9. ↑  《日本書紀》卷29：「天武天皇十三年十月辛巳，縣犬養連手纏為大使、川原連家尼為小使，遣眈羅。」、「天武天皇十四年八月癸巳，遣眈羅使人等還之。」
10. ↑  森公章《古代日本の対外認識と通交》 264~265頁
11. ↑  《日本書紀》卷30：「持統天皇二年八月辛亥，耽羅王遣佐平加羅，來獻方物。」、「九月戊寅，饗耽羅佐平加羅等於筑紫館，賜物各有差。」
12. ↑  《日本書紀》卷30：「持統天皇七年十一月壬辰，賜耽羅王子、佐平等各有差。」